# 아메리카당
아메리카당(America Party)은 미국의 정당이다. 2025년 6월 5일 처음 제안되었고, 일론 머스크가 7월 5일 발표했으며, 도널드 트럼프 대통령과의 트럼프-머스크 갈등 이후 7월 6일 미국 연방선거위원회(FEC)에 등록되었다.

## 역사
| Avatar of 일론 머스크 | 일론 머스크 @elonmusk |

진정으로 중산층 80%를 대변하는 새로운 미국 정당을 만들 때가 아닌가?
| \| \| \| \| \| \| \| 예 \| 예 \| \| 80.4% \| 80.4% \| \| 아니오 \| 아니오 \| \| 19.6% \| 19.6% \| \| 5,630,775표 · 최종 결과 \| \| \| \| \| |        |  |       |       |
| |        |  |       |       |
| 예 | 예     |  | 80.4% | 80.4% |
| 아니오 | 아니오 |  | 19.6% | 19.6% |
| 5,630,775표 · 최종 결과 |        |  |       |       |

일론 머스크는 도널드 트럼프의 재선에 중요한 역할을 했다. 2025년 6월 2024년 미국 대통령 선거에서 도널드 트럼프가 승리한 후, 일론 머스크는 당시 제안된 하나의 크고 아름다운 법의 조항을 놓고 미국 대통령 도널드 트럼프와 갈등을 시작했다. 이 분쟁은 6월 5일 트럼프가 프리드리히 메르츠 독일 총리와의 회담에서 머스크를 공개적으로 비판하면서 격화되었다. 트럼프를 비난하는 X 게시물이 잇따라 올라오는 가운데, 머스크는 "중산층 80%"를 대표하는 정당을 제안하고, 사용자에게 "예" 또는 "아니오"로 투표할 수 있는 설문조사를 첨부했다. 설문조사는 다음 날 응답자의 약 80%가 "예"라고 투표하며 마감되었다. 설문조사에 따라 정당이 설립되어야 한다고 선언한 지 몇 분 만에 머스크는 그 정당을 "아메리카당"이라고 명명했다. 당 창설 이전에 양당제에 반대하는 여러 정당과 개인들이 머스크의 지지를 얻으려 했다. 폴리티코와의 인터뷰에서 앤드루 양은 머스크와 함께 정당을 설립하거나 양의 전진당(Forward Party)을 지지해 줄 것을 요청했다. 머스크는 이전에 양의 2020년 대통령 선거 운동을 지지한 바 있다. Libertarian National Committee 의장 스티븐 네카일라는 7월에 머스크와의 협력을 제안했다.
로이터에 따르면, 머스크는 트럼프와의 해결을 모색하고 트럼프 행정부의 접촉이 있었음에도 불구하고 아메리카당 창설에 대해 "진지했다". 같은 달 말 미국 상원에서 하나의 크고 아름다운 법에 대한 투표가 가까워지자, 그는 법안이 통과되면 아메리카당을 창설하고 법안에 찬성 투표한 공화당원에 대한 예비선거 도전을 지지하겠다고 맹세했다. 하나의 크고 아름다운 법은 며칠 후 미국 하원으로 돌아왔고, 7월 3일 통과되었다. 머스크는 잠재적인 선거 전략을 제시하고 다음 날 두 번째 여론조사를 실시했다. 그는 공화당과 민주당 모두를 "uniparty"라고 언급하며, 진정한 대안을 제시하지 못한다고 비판했다.

머스크가 실현 가능한 제3당을 설립할 가능성은 대체로 어렵다고 인식된다. 워싱턴 포스트는 머스크가 정당을 설립할 충분한 재산을 가지고 있지만, 그의 사업 경력의 복잡성, 2025년 위스콘신 대법원 선거에 영향을 미치지 못한 점, 그리고 정부효율부에서의 그의 활동으로 인한 인기 하락이 그의 노력을 방해할 수 있다고 언급했다. 또한, 아메리카당은 투표권 접근성 문제에 직면해 있다.
| Avatar of 일론 머스크 | 일론 머스크 @elonmusk |

독립기념일은 양당제(어떤 이들은 단일 정당 체제라고 할 수도 있는)로부터 독립을 원하는지 물어볼 완벽한 때입니다!
아메리카당을 만들어야 할까요?
| \| \| \| \| \| \| \| 예 \| 예 \| \| 65.4% \| 65.4% \| \| 아니오 \| 아니오 \| \| 34.6% \| 34.6% \| \| 1,248,856표 · 최종 결과 \| \| \| \| \| |        |  |       |       |
| |        |  |       |       |
| 예 | 예     |  | 65.4% | 65.4% |
| 아니오 | 아니오 |  | 34.6% | 34.6% |
| 1,248,856표 · 최종 결과 |        |  |       |       |

뉴욕 타임스에 따르면, 발표를 앞둔 며칠 동안 머스크는 동맹들과 개념적인 대화를 나누었지만 실질적인 대화는 아니었다. 7월 4일, 머스크는 X에서 미국 국민들이 "양당제(어떤 이들은 단일 정당 체제라고 할 수도 있는)로부터 독립"을 원하는지 묻는 두 번째 설문조사를 실시했다. 이 설문조사는 다음 날인 7월 5일에 약 65%가 새 정당에 찬성하며 마감되었다. 같은 날 머스크는 아메리카당을 설립했다고 발표했다. 다음 날인 7월 6일, 이 정당은 미국 연방선거위원회에 등록되었다.

## 이념 및 강령
머스크는 아메리카당이 재정 적자 감소에 중점을 두고 있으며, 당이 재정적으로 보수적이어야 한다고 주장했다. 뉴욕 타임스지의 네이트 콘은 이 당의 이념이 "좌파와 우파의 비평가들이 이미 부여한 명칭으로 인식될 수 있을 것"이라고 말하며, 각각 신자유주의와 세계화주의를 언급했다. 콘에 따르면, 이 당은 또한 규제 완화, 자유 무역, 그리고 고숙련 노동자의 이민을 지지한다.

## 선거 실적 및 전략
네이트 콘은 도널드 트럼프와 조 바이든으로 인해 발생한 암울한 경제 상황으로 양당제에 대한 불만이 커진다면 아메리카당이 2028년 선거에서 정당성을 얻을 수 있을 것이라고 주장했다. 복스는 머스크가 미국 하원과 미국 상원의 경쟁력 있는 의석에 집중하여 미래학자 및 자유지상주의자 성향의 유권자 연합을 구축함으로써 2026년 선거에서 공화당에 부정적인 영향을 미칠 수 있다고 주장했다.
7월에 실시된 예비 콴투스 인사이트 설문조사에 따르면, 미국인의 약 40%가 일론 머스크가 제3당을 창설한다면 지지할 것이라고 밝혔다. 14%는 "매우 그럴 가능성이 높다", 26%는 "어느 정도 그럴 가능성이 있다"고 답했으며, 38%는 지지할 가능성이 낮다고 답했고 나머지는 불확실하다고 답했다. 이 설문조사는 남성 공화당원과 독립 남성의 거의 절반에서 강한 관심을 보였지만, 고령층과 민주당 유권자들은 더 회의적인 반응을 보였다.
7월에 머스크는 아메리카당이 "논란이 많은 법률에 대한 결정적인 투표권" 역할을 하고 일반 의지를 대변하기 위해 "두세 개의 상원 의석"과 "여덟에서 열 개의 하원 지역구"에 집중할 수 있다고 밝혔다. 그는 나중에 이 당이 2026년 선거에 출마할 것이라고 시사했으며, 자신의 전략을 에파메이논다스 그리스 장군이 레우크트라 전투에서 사용한 전략인 "전장의 특정 위치에 집중된 병력"에 비유했다.

## 같이 보기
- 트럼프 2기 행정부
- 틀:일론 머스크
- 틀:미국의 정당

### 내용주
1. ↑  직역하면 자유주의 전국 위원회
2. ↑  'Uniparty(유니파티)'는 일반적으로 두 개 이상의 정당이 존재함에도 불구하고 실제로는 하나의 정당처럼 기능한다고 보여질 때 사용되는 용어이다. 특히 미국 정치에서 공화당과 민주당이 표면적으로는 다르지만, 사실상 동일한 목표를 추구하거나 중요한 문제에 있어서 암묵적으로 협력하여 국민의 이익과 반대되는 결정을 내린다고 비판할 때 자주 쓰인다.
3. ↑  Attributed to multiple references: [17][18][19][20][21][22]